# Ле-Мениль-Энар
Ле-Мениль-Энар (фр. Le Mesnil-Esnard) — город на севере Франции, регион Нормандия, департамент Приморская Сена, округ Руан, центр одноименного кантона. Расположен в 6 км к юго-востоку от Руана, в 4 км от автомагистрали N28. Один из многочисленных городов-спутников Руана, входит в состав Метрополии Руан Нормандия.
Население (2018) — 7 927 человек.

## Достопримечательности
- Здание мэрии с характерными для 30-х годов XX века геометрическими линиями.
- Церковь Нотр Дам XII века, полностью перестроенная в XVII—XIX годах. От романской постройки сохранились хор и неф.

## Экономика
Структура занятости населения:
- сельское хозяйство — 1,0 %
- промышленность — 4,6 %
- строительство — 3,6 %
- торговля, транспорт и сфера услуг — 37,7 %
- государственные и муниципальные службы — 53,1 %

Уровень безработицы (2017) — 9,5 % (Франция в целом —  13,4 %, департамент Приморская Сена — 15,3 %). 

Среднегодовой доход на 1 человека, евро (2018) — 27 250 (Франция в целом — 21 730, департамент Приморская Сена — 21 140).

## Демография
Динамика численности населения, чел.

## Администрация
Пост мэра Ле-Мениль-Энара с 2020 года занимает Жан-Марк Веннен (Jean-Marc Vennin). На муниципальных выборах 2020 года возглавляемый им независимый список победил во 2-м туре, получив 34,56 % голосов (из четырех списков).
| Период | Период | Фамилия               | Партия                         | Примечания                            |
| ------ | ------ | --------------------- | ------------------------------ | ------------------------------------- |
| 1971   | 1989   | Пьер Дайи             |                                |                                       |
| 1989   | 1998   | Бернар Грассен-Делиль | Союз за французскую демократию | член Генерального совета департамента |
| 1998   | 2008   | Жан Арель             | Разные правые                  |                                       |
| 2008   | 2014   | Серж Крамуазан        | Радикальная партия             |                                       |
| 2014   | 2020   | Норбер Тори           | Разные правые                  |                                       |
| 2020   |        | Жан-Марк Веннен       |                                |                                       |